# 월드캣
월드캣(WorldCat)은 온라인 컴퓨터 도서관 센터(OCLC) 글로벌 협동조합에 참가한 170개 국가와 지역의 72,000개 도서관의 모음집들을 개별 항목으로 만들어 놓은 종합 도서 목록(union catalog)이다.
1971년에 창설되어 470개 이상의 언어로 된 아날로그, 디지털 자산을 보유하고 있다.

## 같이 보기
- 오픈 라이브러리